# Santisouk Inthavong
Santisouk Inthavong (Vientián, 2 de septiembre de 1999) es un nadador de estilo libre laosiano.

## Biografía
Hizo su primera aparición en el Campeonato Mundial de Natación de 2015, donde nadó tanto en los 50 m libre como en los 50 m espalda. Un año después nadó en los Juegos Olímpicos de Río de Janeiro 2016 en la prueba de 50 m libre, donde logró el récord nacional tras un tiempo de 26.54. Posteriormente volvió a nadar en un Mundial, esta vez el de 2017, y más tarde en los Juegos Asiáticos de 2018.

## Marcas personales
| Piscina larga | Piscina larga | Piscina larga              | Piscina larga | Piscina larga |
| ------------- | ------------- | -------------------------- | ------------- | ------------- |
| Estilo        | Tiempo        | Competición                |               |               |
| 50 m libre    | 25.79         | Campeonato Mundial de 2019 |               |               |
| 50 m espalda  | 30.75         | Campeonato Mundial de 2019 |               |               |
| Piscina corta |               |                            |               |               |
| Estilo        | Tiempo        | Competición                |               |               |
| 50 m libre    | 25.48         | Campeonato Mundial de 2018 |               |               |